# Teriberka (Fluss)
Die Teriberka (russisch Териберка) ist ein Fluss im Norden der Halbinsel Kola in der  Oblast Murmansk in Russland. 
Der Fluss ist 127 km lang und mündet etwa 70 km östlich von Murmansk in die Barentssee. Das Einzugsgebiet umfasst 2020 km². Er hat seinen Ursprung in dem See Repjawr, durchfließt den See Puarentjawr und nimmt die Nebenflüsse Mutschka, Koljok, Narisjawrjok und Altjawrjok auf. An der Mündung liegt der Ort Teriberka.
In den Jahren 1976 bis 1990 wurden entlang der Teriberka zwei Wasserkraftwerke mit einer Gesamtleistung von 157 MW und einer Jahresarbeit von 290 GWh gebaut.